# Protriloba
Protriloba is een uitgestorven geslacht van slakken uit de  familie van de Clausiliidae.

## Soorten
De volgende soorten zijn bij het geslacht ingedeeld:
- Protriloba magurkai Stworzewicz in Stworzewicz et al., 2013 †
- Protriloba pappi (Schnabel, 2012) †